# Aeroportul Vestmannaeyjar
Aeroportul Vestmannaeyjar (IATA: VEY, ICAO: BIVM) este un aeroport din Heimaey, Vestmannaeyjar, Southern Region⁠(d), Islanda ce deservește zona Vestmannaeyjar. Aeroportul a fost tranzitat în 2019 de 11.690 de pasageri. A fost numit după zona deservită.
Situat la o altitudine de 99 m, aeroportul dispune de o singură pistă. Este operat de Isavia⁠(d).